# Marvin Opler
Marvin Kaufmann Opler, né le 13 juin 1914 à Buffalo (New York) et décédé le 3 janvier 1981, est un anthropologue et sociopsychologue américain.
Il est le frère de l'anthropologue Morris Edward Opler qui étudia les peuples Athabaskan d'Amérique du Nord.

## Formation
Marvin Opler suivit les cours de l'Université de Buffalo de 1931 à 1934. Il s'inscrivit ensuite à l'Université du Michigan où il fut attiré par la réputation du  grand anthropologue Leslie White, qui l'attira vers le champ d'étude de la sociologie et de la psychiatrie que Marvin considérait comme des clefs concomitantes de décryptage du phénomène social et anthropologique, alors qu'au contraire sa professeur était en train d'abandonner cette théorie.
Marvin Opler obtint son A.B. en sociologie de l'Université de Michigan en 1935. C'est ensuite à l'université Columbia qu'il eut l'occasion de suivre les cours de Ruth Benedict et Ralph Linton.
Il fut proclamé docteur en philosophie (Ph. D.) de l'Université Columbia en 1938.

## Ses travaux d'anthropologie
Marvin Opler dans son étude sur le shamanisme des peuples Païute et Ute avait constaté que les shamans usaient de techniques d'interprétation des rêves que l'on pouvait rapprocher de la psychanalyse. Il continua ses recherches auprès des Apaches, les Eskimos, et des Indiens de la côte nord-ouest de l'Oregon.
Opler enseigna la sociologie et l'anthropologie au Reed College de 1938 à 1943. Il fut alors engagé au service de l'armée.

## Les camps d'internements des américano-japonais
De 1943 à 1946, Opler fut Community Analyst dans le camp d'internement pour Américano-Japonais à Tule Lake. Il donna ses vues critiques sur l'internement des Américains d'origine japonaise et avisa les autorités des abus qui s'y commettaient. Il dénonça aussi le November Incident quand les résidents du camp se révoltèrent contre la prise en main de celui-ci par les autorités militaires. Son épouse Charlotte Opler en guise de révolte civile fit engager son fils dans l'école gardienne du camp. Opler avait remarqué que les Américano-japonais, lors de leur internement avaient renforcé leur identité d'origine en réaction à la nouvelle identité nationale qui désormais les opprimait.
Marvin Opler parvint à faire libérer plusieurs américano-japonais du camp de Tule dont Yamato Ichihashi un des premiers universitaires américains d'origine japonaise.
Son attitude valut à Marvin Opler de faire l'objet d'une enquête de la part du F.B.I. ordonnancée par J. Edgar Hoover. D'après ce rapport Marvin fut fiché comme  « wobbly », « objecteur de conscience » et « type à cheveux longs ».
Après la fermeture du camp en 1946, Opler enseigna dans divers colleges, Stanford, Harvard et Tulane jusqu'en 1952.
En 1947 il se porta garant de plusieurs américano-japonais qui avaient renoncé sous la contrainte à leur nationalité dans le camp.

## Psychiatrie sociale
Il s'est particulièrement intéressé au développement de la schizophrénie dans divers peuples dits primitifs.
En 1964 il organisa à Londres le premier Congrès de psychiatrie sociale avec le socio-psychiatre anglais Joshua Bierer.

## Publications

### Écrits anthropologiques
- With R. Linton, Acculturation in Seven American Indian Tribes, Appleton-Century-Crofts, 1940.
- Opler, Marvin K. The Integration of the Sun Dance in Ute Religion. American Anthropologist October–December, 1941 Vol.43(4):551-572.
- Women's Social Status and the Forms of Marriage. American Journal of Sociology. Spring, 1943.
- The Creative Role of Shamanism in Mescalero Apache Mythology. Journal of American Folklore. 59:268-281, 1946.
- The Creek Town and the Problem of Creek Indian Political Reorganization. in Edward Spicer, Human Problems and Technological Change, 1953.
- Contributor, North American Indians in Historical Perspective, Random House, 1971.

### Écrits de psychiatrie sociale
- Culture, Psychiatry and Human Values, C. C. Thomas, 1956.
- Entities and organization in individual and group behavior - a conceptual framework. Group Psychotherapy and Psychodrama. 9 (4): 290-300, 1956.
- Coauteur, Symposium on Preventive and Social Psychiatry, Walter Reed Institute of Research, 1958.
- Coauteur : Clinical Studies in Culture Conflict, G. Seward (ed.), Ronald Press, 1958.
- Cross-Cultural Uses of Psychoactive Drugs. In W.G. Clark, Ph.D. & J. del Giudice, M.D. (editors) Principles of Psychopharmacology, pp. 31–47. New York: Academic Press, 1970.
- Directeur et coauteur, Culture and Mental Health, Macmillan, 1959.
- With L. Srole, T. Sanger, S. Michael, and T.A.C. Rennie, Mental Health in the Metropolis: The Midtown Manhattan Study, McGraw, 1962.
- Culture and Social Psychiatry, Atherton, 1967.
- Contributeur : Modern Perspectives in International Child Psychiatry, Oliver & Boyd, 1969.
- International and cultural conflicts affecting mental health. Violence, suicide and withdrawal. American Journal of Psychotherapy, 23(4): 608-620, 1969.
- Social Conceptions of Deviance. in H. Resnik and M. Wolfgang, eds., Sexual Behaviors: Social, Clinical, and Legal Aspects. Little Brown and Co., 1972.

### La culture japonaise au défi de l'internement
- en collaboration avec : Edward Spicer et Katharine Luomala, Impounded People, University of Arizona Press, republished in 1969.
- A "Sumo" Tournament at Tule Lake Center. American Anthropologist. Jan-Mar, 1945 Vol.47 (1):134-139.
- With F. Obayashi. Senryu poetry as folk expression. Journal of American Folklore. 58 (1-3/45).

## Source
- (en) Cet article est partiellement ou en totalité issu de l’article de Wikipédia en anglais intitulé « Marvin Opler » (voir la liste des auteurs).